# 武田将弥
武田 将弥（たけだ まさひろ、1997年6月10日 - ）は、日本のソングライター、編曲家。大阪府生まれ、宮崎県育ち。

## 概要
中学でベースを始め、高校ではパンク系のバンドでベースを担当した。高校在学中に音楽のクリエイティブな部分に興味を持ち、作家を志すことを決意する。その後東京スクールオブミュージック&ダンス専門学校で作曲を学び、在学時代よりドリームモンスターで作家活動をスタート。幅広い楽曲制作を行っているが、特にキャッチーでポップな楽曲と鮮やかで流れるようなスタイリッシュなダンス楽曲を得意としている。

## 提供楽曲

### コンテンツタイアップ作品
『五等分の花嫁』シリーズ
- 中野家の五つ子[メンバー 1]
  - 「五等分のカタチ」（作詞・作曲・編曲、TVアニメ『五等分の花嫁∬』OP）
  - 「君の笑顔見たいから」（作曲・編曲、ゲーム「映画『五等分の花嫁』～君と過ごした五つの思い出～」OP）
  - 「五等分の未来」（作詞・作曲・編曲、TVスケジュール『五等分の花嫁∞』OP）
  - 「五等分の笑顔」（作曲・佐藤厚仁と共編曲、TVスペシャル『五等分の花嫁＊』OP）

TVアニメ『ワッチャプリマジ!』
- 鈴木杏奈
  - 「Dreaming Sound」（Cocoro.と共作詞・作曲、OP主題歌）

TVアニメ『ワンルーム、日当たり普通、天使つき。』
- 小倉唯
  - 「君色のキセキ」（作曲・編曲、OP主題歌）

『爆上戦隊ブンブンジャー』
- 遠藤正明
  - 「爆上戦隊ブンブンジャー」（作詞・作曲、OP主題歌）

『あんさんぶるスターズ!』
- Ra*bits[メンバー 2]
  - 「ハレノヒSugar Wave」（作曲・アッシュ井上と共編曲）

『Prince Letter(s)! フロムアイドル』
- 常和歌学園文通部[メンバー 3]
  - 「LOVE LETTER⒮」（高木龍一と共編曲）

けものフレンズ3
- どうぶつビスケッツ[メンバー 4]×PPP[メンバー 5]
  - 「わっはっはっえがお」（作詞・作曲・編曲）

『アイドルマスター SideM』
- DRAMATIC STARS[メンバー 6]
  - 「ASTERISK」（作曲・編曲）

『バトルガール ハイスクール』
- f*f[メンバー 7]
  - 「Departure」（作曲・編曲）

### アーティスト提供作品
ARCANA PROJECT（空野青空・相田詩音・天野ひかる）
- 「新・Fairytale」（作曲・編曲）

小倉唯
- 「恋の秒針」（作曲・編曲[4]）

鈴木杏奈
- 「てのひらのありがとう」（作曲）
- 「Dream In Wonderland」（作曲）

宮本佳林
- 「なんてったって I Love You」（作曲）

岡咲美保
- 「Dream In Wonderland」（作曲）

水瀬いのり
- 「heart bookmark」（作曲）

ホロライブ
- 白上フブキ、百鬼あやめ、大神ミオ
  - 「百花繚乱花吹雪」（作詞・作曲）
- 百鬼あやめ
  - 「宵の余、良い！」（作詞・作曲・編曲）

にじさんじ
- 文野環
  - 「Bastet」（作曲・高木龍一と共編曲）

Hinano
- 「はじまり」（作曲）

Beatcats
- 「お願い！りばけいしょん」（作詞・作曲・編曲）

### ユニットメンバー
1. ↑  花澤香菜、竹達彩奈、伊藤美来、佐倉綾音、水瀬いのり
2. ↑  真白友也（比留間俊哉）、仁兎なずな（米内佑希）、天満光（小林大紀）、紫之創（高坂知也）
3. ↑  yuzu（堀江瞬）、冥王院シン（土岐隼一）、亜月アキト（土田玲央）、鋳田須ナツトラ（増田俊樹）、アオイ（石井孝英）、鏑木シュウ（豊永利行）、ハルキ（矢野奨吾）
4. ↑  サーバル（尾崎由香）、フェネック（本宮佳奈）、アライグマ（小野早稀）
5. ↑  ロイヤルペンギン（佐々木未来）、コウテイペンギン（根本流風）、ジェンツーペンギン（田村響華）、イワトビペンギン（相羽あいな）、フンボルトペンギン（築田行子）
6. ↑  天道輝（仲村宗悟）、桜庭薫（内田雄馬）、柏木翼（八代拓）
7. ↑  煌上花音（本渡楓）、国枝詩穂（下地紫野）